# NGC 4738
NGC 4738 је спирална галаксија у сазвежђу Береникина коса која се налази на NGC листи објеката дубоког неба.
Деклинација објекта је + 28° 47' 18" а ректасцензија 12h 51m 8,9s. Привидна величина (магнитуда) објекта NGC 4738 износи 14,0 а фотографска магнитуда 14,7. NGC 4738 је још познат и под ознакама UGC 7999, MCG 5-30-103, CGCG 159-92, FGC 1510, PGC 43517.